# Uteripòrids
Els uteripòrids (Uteriporidae) constitueixen una família de triclàdides marins.
Els uteripòrids presenten la copa dels ulls poc pigmentada i tenen els testícles en posició dorsal, recorrent des de l'alçada dels ovaris fins al final de la part posterior del cos. Els ovaris dels uteripòrids són petits i estan situats darrere el cervell.

## Taxonomia
Llista dels gèneres d'uteripòrids coneguts:
- Ectoplaninae 
  - Ectoplana
  - Miroplana
  - Nesion
  - Obrimoposthia
  - Ostenocula
  - Paucumara
  - Procerodella
  - Tryssosoma
- Uteriporinae
  - Allogenus
  - Camerata
  - Dinizia
  - Foviella
  - Leucolesma
  - Micaplana
  - Nexilis
  - Uteriporus
  - Vatapa